# Jan Peumans
Jan Peter Peumans (Maastricht, 6 januari 1951) is een Belgisch Vlaams-nationalistisch politicus voor N-VA.

## Biografie

### Jeugd en professionele carrière
Jan Peumans groeide op in een Vlaams-nationalistisch familie in Belgisch-Limburg. Zijn moeder was Nederlandse. Zijn kinderjaren bracht hij door in Herderen, vandaag een deelgemeente van Riemst, waar hij nog steeds woont en politiek actief werd. Zijn middelbare studies volgde hij in het Heilig Kruiscollege bij de Kruisheren in Maaseik, eerst op internaat, later op een studentenkot. Hij was er geëngageerd in de jeugdbeweging en tevens lid van de dansclub van het college. Vervolgens ging hij naar de Katholieke Universiteit Leuven, alwaar hij in 1974 afstudeerde als licentiaat in de politieke en sociale wetenschappen. Hij behaalde datzelfde jaar een diploma aan het Instituut voor de Ontwikkelingslanden aldaar. Hij vertoefde tijdens zijn studies in linkse studentenmilieus en was voor een korte periode actief in het marxistisch-leninistische AMADA.
Van 1974 tot 1976 was Peumans actief als coördinator in het vormingswerk voor jongvolwassenen in Maastricht. Daarna was hij vanaf 1976 coördinator van de afdeling preventie en voorlichting van de Regionale Instelling voor Ambulante Geestelijke Gezondheidszorg Westelijke Mijnstreek in Nederlands-Limburgse Sittard. Hier bleef hij aan de slag tot hij in april 1988 medewerker werd op het kabinet van minister van Ontwikkelingssamenwerking André Geens. Een half jaar later werd hij adjunct-kabinetschef van Vlaams minister van Openbare Werken Johan Sauwens, wat hij bleef tot in 1991. In 1991 werd hij politiek benoemd vanuit het kabinet als directeur Marketing & Strategie bij De Lijn, waar hij vanaf 2004 met politiek verlof was. Vanuit die ervaring werd hij gepercipieerd als mobiliteitsspecialist in zijn partij. Hij is tevens sinds 1990 voorzitter van de Vlaamse Stichting Verkeerskunde.

### Politieke carrière
Peumans werd actief in de Limburgse milieubeweging en voerde mee de strijd aan tegen de aanleg van de A24 en tegen de expreswegen in Limburg. Ook was hij betrokken bij de acties tegen de mergelafgraving in Nederland en Wallonië en de aanleg van een bijkomende start- en landingsbaan op het Vliegveld van Maastricht. Vanuit de milieubeweging belandde hij in de Volksunie. Van 1977 tot 1988 werkte hij achter de schermen als politiek medewerker van VU-volksvertegenwoordiger Jaak Gabriëls, voor wie hij parlementaire vragen en interpellaties uitschreef.
Hij werd al jong lid van de Volksunie. In zijn gemeente Riemst is hij sinds januari 1983 gemeenteraadslid en was hij van 1983 tot 1994 schepen, van 1995 tot 2006 burgemeester en van 2007 tot 2012 opnieuw schepen. Hij zetelde voor de Volksunie ook tweemaal in de Limburgse provincieraad, van 1985 tot 1987 en van 1991 tot 2004. In dezelfde periodes was hij er fractievoorzitter voor de Volksunie en N-VA. Na het ontslag van Vlaams minister Sauwens was hij ook kandidaat-minister, maar in het VU-partijbestuur van 9/10 mei 2001 haalde hij slechts 2 stemmen tegen 11 voor Paul Van Grembergen.
Na de splitsing van de Volksunie in 2001 besloot Peumans zich na enige aarzeling aan te sluiten bij deze partij. Van 2008 tot 2011 was hij onder het voorzitterschap van Bart De Wever ondervoorzitter van N-VA.
Bij de derde rechtstreekse Vlaamse verkiezingen van 13 juni 2004 werd hij in de kieskring Limburg verkozen voor de N-VA, die toen een kartel vormde met de christendemocratische CD&V. Peumans toonde zich in het Vlaams Parlement een hardwerkende dossiervreter en was toegevoegd lid van de commissies Binnenlandse Aangelegenheden, Bestuurszaken, Institutionele en Bestuurlijke Hervorming (2004-2006), Economie, Werk en Sociale Economie (2004-2007), Leefmilieu en Natuur, Landbouw, Visserij en Plattelandsbeleid en Ruimtelijke Ordening en Onroerend Erfgoed (2007-2009), Openbare Werken, Mobiliteit en Energie (2004-2009) en Algemeen Beleid, Financiën en Begroting (2004-2009). Hij beet zich met name vast in het Oosterweeldossier en de ontsluiting van de Antwerpse ring, waarbij hij zich niet alleen kritisch toonde voor de Beheersmaatschappij Antwerpen Mobiel, dat de werken coördineerde, maar ook voor de bevoegde ministers in de Vlaamse regering. Hierdoor kon het parlement inzage en controle laten verwerven in dit grote infrastructuurproject. Peumans werd door de krant De Standaard verkozen tot hardst werkend parlementslid in de zittingsperiode 2004-2009 en zat van begin 2007 tot begin juni 2009 de N-VA-fractie voor in het Vlaams Parlement.  
Ook na de volgende  Vlaamse verkiezingen van 7 juni 2009 bleef hij Vlaams volksvertegenwoordiger. Hij verwierf ruim 27.000 voorkeurstemmen in de kieskring Limburg. Midden juli 2009 volgde hij Marleen Vanderpoorten (Open Vld) op als voorzitter van het Vlaams Parlement. Als parlementsvoorzitter stelde hij zich onafhankelijk op ten opzichte van de regering en zorgde hij ervoor dat de oppositie haar functie om de uitvoerende macht te controleren maximaal kon uitoefenen. Ook pleitte hij er van bij zijn aantreden voor om het loon en de extra vergoedingen die hij als parlementsvoorzitter kreeg fors te verminderen, hetgeen in 2011 gebeurde. In dezelfde periode wilde Peumans zonder succes het loon van parlementsleden koppelen aan het werk dat ze effectief presteerden.
Op 27 januari 2010 was Peumans afwezig tijdens de jaarlijkse receptie voor de "Gestelde Lichamen" op het koninklijk paleis. Als overtuigd republikein weigerde hij koning Albert II daar te ontmoeten. Op 12 juli werd hij alsnog door koning Albert in audiëntie ontvangen naar aanleiding van de Vlaamse feestdag. Als Vlaams Parlementsvoorzitter maakte hij er desalniettemin zaak van om de banden met de Franstalige en Duitstalige parlementen aan te halen, in de overtuiging dat een rechtstreekse dialoog van gemeenschap tot gemeenschap tot institutionele vooruitgang kon leiden.
Op 12 september 2010 werden de parlementsvoorzitter en zijn vrouw in het nabije Wezet aangevallen door een man die vond dat N-VA'ers niets te zoeken hebben in Wallonië. Jan Peumans hield er een inwendige bloeding aan de slaap, een scheve kaak en hoofdpijn aan over. De vermeende dader bood later zijn excuses aan en betaalde een schadevergoeding middels een storting van €50 aan de boeddhistische tempel Yeunten Ling te Hoei.
Voor de lokale verkiezingen van oktober 2012 was Peumans lijsttrekker in zijn gemeente Riemst. Zijn partij behaalde er een winst van acht procent en behaalde 2.889 stemmen of 28,1 % van de stemmen. Persoonlijk kreeg hij 1.848 voorkeurstemmen, waarmee hij de tweede populairste politicus in de gemeente was na Mark Vos. Dit kon niet verhinderen dat de CD&V de verkiezingen in Riemst won met een absolute meerderheid. Peumans en de N-VA werden naar de oppositie verwezen.
Ook na de Vlaamse verkiezingen van 25 mei 2014 werd hij opnieuw Vlaams volksvertegenwoordiger. Eind juni 2014 werd hij tevens herverkozen tot voorzitter van het Vlaams Parlement. Vanaf begin juli 2014 was hij ook lid van de Senaat als deelstaatsenator aangewezen door het Vlaams Parlement. In zijn tweede termijn als parlementsvoorzitter hekelde Peumans de aanpak van de Catalaanse separatisten na het onafhankelijkheidsreferendum in 2017 en uitte hij kritiek op de Spaanse rechtsstaat, met als gevolg dat Spanje in 2018 de diplomatieke banden met Vlaanderen doorbrak. Ook toonde hij zich kritisch voor de onderdrukking van de Tibetanen door de Volksrepubliek China.
Hij besloot om na de Vlaamse verkiezingen van mei 2019 het parlement te verlaten. Hij steunde de Limburgse N-VA-lijst wel als lijstduwer. Hij raakte verkozen, maar ging zoals aangekondigd niet zetelen. Om familiale redenen, maar ook zag hij zich niet het beleid verdedigen "van een mogelijke ministeriabele als Annick De Ridder die een neoliberaal beleid voorstaat".
Bij de lokale verkiezingen van oktober 2024 werd hij verkozen voor de Limburgse provincieraad, waarin hij ging zetelen.

## Na de politiek
Sinds 2017 is Peumans juryvoorzitter van het Eén-eindejaarsprogramma Vrede op aarde.
Begin 2019 verscheen de biografie Jan Peumans. Een zachte anarchist, die werd geschreven door zijn zoon Wim.
Sinds 15 juli 2019 mag Peumans zich erevoorzitter van het Vlaams Parlement noemen. Die eretitel werd hem toegekend door het Bureau (dagelijks bestuur) van deze assemblee.
Na zijn mandaat in het parlement besloot hij een doctoraat voor te bereiden onder het promotorschap van historicus Bruno De Wever over de moeilijkheden van het Vlaams-nationalisme om door te breken in Limburg na de Tweede Wereldoorlog en de rol van de katholieke zuil hierin.
In maart 2020 volgde hij Mieke Van Hecke op als voorzitter van het Vlaams Vredesinstituut. Peumans bleef deze functie bekleden tot in maart 2025 en werd toen opgevolgd door Bjorn Rzoska.
In 2024 werd hij in opvolging van Tom Seurs voorzitter van de Associatie Universiteit-Hogescholen Limburg.

## Ophef over controversiële uitspraken
In 2009 reageerden oud-verzetsleden verontwaardigd nadat hij in Humo had verkondigd dat "het verzet crapuul van de straat" was. Een jaar later gebruikte hij hieromtrent in het Het Laatste Nieuws woorden als "moordenaars" en "lafaards". Peumans' oom Juul Peumans was gouwleider voor het met de nazi's collaborerende VNV. In 1943 werd hij vermoord op de speelplaats van de dorpsschool in Herderen, waar hij als onderwijzer werkte. Na de bevrijding werden ook zijn vrouw en kinderen zwaar mishandeld. Datzelfde jaar herhaalde hij iets waarop Siegfried Bracke eerder wees: "Bij Joodse mensen draait het niet om taal, godsdienst of geschiedenis, maar wel om afstamming. U moet maar eens rondlopen in Antwerpen. U zal snel merken dat de zogeheten vrijzinnige joden even joods zijn als de chassidim." Sommige politici reageerden hier fel op, hoewel een deel van de Joodse gemeenschap de uitspraak kon plaatsen.
- Gemeinsame Normdatei: 1186946083
- International Standard Name Identifier: 0000 0004 9605 140X
- Library of Congress Control Number: n2019039853
- MusicBrainz: f19d9337-a0b6-4f4e-a86a-ec53face8f71
- Nederlandse Thesaurus van Auteursnamen: 422690724
- Virtual International Authority File: 4363155919090139730004
- WorldCat: E39PBJjxt83CCmq33PXqcMyPQq